# دایملر تراک
دایملر تراک هلدینگ آگ (به انگلیسی: Daimler Truck Holding AG) از نوامبر ۲۰۱۹ تا دسامبر ۲۰۲۱ یکی از ۵ بخش تشکیل‌دهنده گروه مرسدس-بنز آلمان بود که اکنون از شرکت مادر جدا شده و بزرگترین تولیدکننده کامیون در جهان محسوب می‌شود. محصولات اصلی این شرکت با نام تجاری مرسدس بنز، تولید و به فروش می‌رسند اگرچه این شرکت مالک شرکت‌های تابعه دیگری نیز می‌باشد که محصولات خود را تحت برندهای مخلتف به فروش می‌رساند. دایملر در برخی شرکت‌های کامیون‌سازی دیگر مثل کاماز روسیه یا BFDA چین دارای سهام است.

## زیرمجموعه‌ ها
- وسترن استار
- فرایتلاینر تراکس
- مرسدس بنز
- میتسوبیشی فوسو
- دیترویت دیزل

## محصولات
- آکتروس (Actros)
- آروکس (Arocs)
- آنتوس (Antos)
- آتگو (Atego)
- زتروس (Zetros)
- آکسور (Axor)
- آترون (Atron)
- آکسلو (Accelo)
- اکانیک (Econic)
- یونیماگ (Unimog)

## تأسیسات
| #  | محل تأسیسات                                      | کاربری | تعداد کارکنان     | تاریخ تأسیس |
| -- | ------------------------------------------------ | --- | ----------------- | ----------- |
| 1  | آلمان، اشتوتگارت                                 | ساختمان مرکزی تولید، فروش و ساخت و مهندسی محصولات                                                                                                   | 4،422 نفر (2014)  | 1904        |
| 2  | آلمان، وورث                                      | تولید کامیون‌های آکتروس، آنتوس، آروکس، آتگو، اکانیک، یونیماگ و زتروس                                                                                 | 11،380 نفر (2014) | 1963        |
| 3  | آلمان، مانهایم                                   | تأسیسات تولید و مهندسی موتورهای دیزل | 5،101 نفر (2014)  | 1908        |
| 4  | آلمان، کاسل                                      | تولید اکسل، سامانه‌های انتقال قدرت و قطعات کامیون | 2،920 نفر (2014)  | 1810        |
| 5  | آلمان، گاگناو                                    | تولید گیربکس، اکسل و مبدل گشتاور، ماشین کاری و شکل‌دهی فلزات                                                                                         | 6،490 نفر (2014)  | 1894        |
| 6  | ترکیه، آق سرای                                   | تولید آتگو، آکسور، آکتروس و یونیماگ، تولید علم و فناوری                                                                                             | 1،904 نفر (2014)  | 1986        |
| 7  | فرانسه، مولشایم                                  | تولید کامیون‌های عملیات ویژه مرسدس بنز | 569 نفر (2014)    | 1967        |
| 8  | پرتغال، تراماگال                                 | تولید کامیونت‌های میتسوبیشی فوسو در اروپا | 313 نفر (2014)    | 1964        |
| 9  | ایالات متحده آمریکا، اورگن، پورتلند              | اداره مرکزی دایملر آمریکای شمالی، خط تولید کامیون‌های فریت لاینر و وسترن استار، مرکز تحقیق و توسعه                                                   | 4،236 نفر (2014)  | 1942        |
| 10 | ایالات متحده آمریکا، کارولینای شمالی، کلیولند    | خط تولید کامیون‌های فریت لاینر و وسترن استار | 3،037 نفر (2014)  | 1989        |
| 11 | ایالات متحده آمریکا، کارولینای شمالی، ماونت هالی | خط تولید کامیون‌های فریت لاینر و وسترن استار | 1،429 نفر (2014)  | 1979        |
| 12 | ایالات متحده آمریکا، کارولینای شمالی، های پوینت  | مرکز تحقیق و توسعه و خط تولید اتوبوس‌های توماس بیلت                                                                                                  | 1،378 نفر (2014)  | 1916        |
| 13 | ایالات متحده آمریکا، میزوری، ردفورد              | مرکز تحقیق و توسعه و خط تولید موتورها، گیربکس‌ها و اکسل‌های دیترویت دیزل                                                                              | 2،538 نفر (2014)  | 1938        |
| 14 | مکزیک، سالتییو                                   | خط تولید کامیون فریت لاینر کاسکادیا | 3،657 نفر (2014)  | 2008        |
| 15 | مکزیک، سانتیاگو تیانگوئیستنکو                    | خط تولید کامیون‌های فریت لاینر ام2، کلمبیا، کورونادو، 114SD و کسکادیا                                                                                | 1،749 نفر (2014)  | 1991        |
| 16 | ژاپن، کاواساکی                                   | ساختمان مرکزی میتسوبیشی فوزو، مرکز تحقیق و توسعه و مهندسی، مرکز فناوری‌های IT و هیبریدی، مرکز اصلی فروش محصولات، تولید کامیون‌های سنگین و متوسط و سبک | 4،714 نفر (2014)  | 1943        |
| 17 | ژاپن، کیتسورگاوا                                 | مرکز تست و آزمایش کامیون و اتوبوس | 343 نفر (2014)    | 1980        |
| 18 | ژاپن، آیکاوا                                     | مرکز مونتاژ گیربکس | 260 نفر (2014)    | 1975        |
| 19 | هند، چنای                                        | مرکز تولید کامیونت و کامیون‌های BharatBenz، مرکز تحقیق و توسعه، زمین تست و آزمایش کامیون و اتوبوس ها                                                 | 2،709 نفر (2014)  | 2012        |